# 経営組織
経営組織（けいえいそしき）とは経営学用語の一つ。企業の従業員の間に定常的に成立している、相互作用が行われている型のことを言う。または経営資源を特定の目的に向かうもの同士を結びつけた型のことを言う。現代の企業においては、職能別組織、事業部制組織、マトリックス組織などといった事柄が組織されているが、これらは経営組織ということになる。